# Franjo Magdalenić
 Franjo Magdalenić (Selnica, 1798. – Zagreb, 1872.) hrvatski svećenik i prosvjetitelj

## Životopis
Franjo Magdalenić postaje 1828. upraviteljem župe a kasnije župnikom sv. Barbare u Bedekovčini u kojoj boravi do 1862. kada postaje zagrebački kanonik, te na Kaptolu obavlja razne dužnosti. Rođen je u Selnici u Međimurju 1798., a umro je u Zagrebu 1872. i pokopan je u zagrebačkoj katedrali. Župnik Franjo Magdalenić 1842. daje za školu staru drvenu kućicu na svom imanju u Ograjcima u kojoj namješta prvog učitelja Ivana Bauera. Kad je on došao u Bedekovčinu nije našao učitelja već je sam podučavao mališane u jednoj sobi župnog dvora. Dokument o osnivanju pučke škole u Komoru ima nadnevak 5.11.1841., a potvrđen od ministra Antuna Kukuljevića. Prije toga 1768. u župi se spominje učitelj Ivan pl. Gojšić. 1771. i 1778. to je Marko Čajko. 1805. učitelj je Josip Majer.